# مارتي كورهونين
مارتي كورهونين هو سياسي فنلندي، ولد في 27 فبراير 1953 في أولو في فنلندا. نشط حزبياً في تحالف اليسار ورابطة الشعب الفنلندي الديمقراطية. وقد انتخب عضو برلمان فنلندا ‏ عن دائرة Oulu (parliamentary electoral district) ‏ وقد انضم خلال فترته النيابية ‏ للكتلة البرلمانية Left Alliance Parliamentary Group ‏ وفي 2017 Oulu municipal election ‏، انتخب عضو مجلس بلدية ‏ وانتخب عضو برلمان فنلندا ‏.